# Кельнер Гайє
«Кельнер Гайє» (нім. Kölner Haie — «Кельнські акули») — хокейний клуб з м. Кельн, Німеччина. Заснований у 1972 році як «Кельнер» ЕК, з 1994 року — «Кельнер Гайє». Виступає у чемпіонаті Німецької хокейної ліги. 
Чемпіон Німеччини (1977, 1979, 1984, 1986, 1987, 1988, 1995, 2002), срібний призер (1991, 1993, 1996, 2000, 2003). Володар Кубка Німеччини (2004). Володар Кубка Шпенглера (1999).
Домашні ігри команда проводить на «Ланксесс-Арені» (18500). Офіційні кольори клубу червоний, білий і чорний.
Найсильніші гравці різних років: 
- воротарі: З. Суттнер, Гельмут да Рааф, Йозеф Гайс, Томас Грайсс, Кріс Роглес;
- захисники: Торстен Анкерт, Удо Кісслінг, Уве Крупп, Том Торнбері, Браєн Янг, Андреас Покорни, Вернер Кюн, Мірко Людеманн, Герберт Гойєнбергер, Андреас Гольмквіст, Боб Галкідіс, Улі Гімер, Моріц Мюллер;
- нападаники: Маркус Куль, Ганс Роткірх, Райнер Філіпп, Еріх Кюнгакль, Х. Нільссон, Д. Декло, Гольгер Майтінгер, Петер Шиллер, Дідер Геген, Гельмут Штайгер, Дуг Беррі, Мирослав Сікора, Богуслав Май, Б. Царрілло, Петер Драйзатль, Д. Бусілло, Андреас Лупціг, Корі Міллен, А. Йоб, Дейв Маклвейн, Аарон Гейві.

## Чемпіони Німеччини 1987
Воротарі: Гельмут да Рааф, Томас Борнтрегер.
Захисники: Удо Кісслінг, Том Торнбері, Браєн Янг, Андреас Покорний, Вернер Кюн, Устин Денисюк.
Нападники: Дуг Беррі, Герд Трунчка, Гельмут Штайгер, Мирослав Сікора, Богуслав Май, Холгер Майтінгер, Удо Шмід, Дітер Хеген, Рене Ледок, Крістоф Аугштейн, Томас Грегер, Марк Оттен.
Тренер — Гарді Нільссон.